# Национальная библиотека Бангладеш
Национальная библиотека Бангладеш — библиотека обязательного экземпляра всех новых книг и других печатных материалов, публикуемых в Бангладеш в соответствии с законом об авторском праве Бангладеш. Она была основана в 1973 году, но инфраструктура была заложена в 1967 году, до войны за независимость Бангладеш. Она открыта для общественности и содержит книги на бенгальском и английском языках.

## История
В 1962 году правительство Пакистана создало Национальную библиотеку Пакистана в Карачи, а в 1967 году — провинциальное хранилище книг этой библиотеки в Дакке. После провозглашения независимости Бангладеш возник вопрос открытия национальной библиотеки для нового государства. Учитывая эту необходимость, правительство решило создать Национальную библиотеку Бангладеш в Дакке. Библиотека сначала начала функционировать с персоналом, ресурсами и материалами, унаследованными от провинциального книгохранилища. Фактически, это книгохранилище было предшественником Национальной библиотеки Бангладеш, которая была основана после обретения страной независимости в 1973 году. Она была передана в ведение Управления архивов и библиотек вместе с Национальным архивом. Управление находится в ведении Министерства культуры. Правительство Бангладеш обеспечило библиотеку кондиционерами в 1978 году в соответствии с пятилетним планом правительства. В 2008 году библиотека около месяца была без электричества из-за того, что компания электроснабжения Дакки и Департамент общественных работ отказались ремонтировать поломку. Библиотеку критикуют за отсутствие онлайн-каталога.